# Plandamp
|  | Denne artikel er oprettet af botten PalnaBot ud fra en ekstern database. Den kan derfor have sproglige fejl eller mangler. Denne skabelon kan fjernes efter kontrol af indholdet. |

Plandamp er en film med ukendt instruktør.

## Handling
I weekenderne fra den 14. juni til 17. august 2008 blev hovedparten af de regulære tog på strækningen mellem Niebüll og Dagebüll i Nordtyskland trukket af damplokomotivet 52 8079-7.